# Lotononis lanceolata
Lotononis lanceolata är en ärtväxtart som först beskrevs av Ernst Meyer, och fick sitt nu gällande namn av George Bentham. Lotononis lanceolata ingår i släktet Lotononis och familjen ärtväxter. Inga underarter finns listade i Catalogue of Life.